# The Thread of Destiny
The Thread of Destiny é um filme mudo norte-americano de 1910 em curta-metragem, do gênero romance, dirigido por D. W. Griffith. A produção foi filmada no sul da Califórnia.